# Кокалари, Арба
Арба Кокалари (алб. Arba Kokalari; 27 ноября 1986, Тирана) — шведская политическая деятельница албанского происхождения, активистка правоцентристской Умеренной коалиционной партии. С 2019 — депутат Европарламента, состоит во фракции Европейской народной партии. Известна евроинтеграционной позицией, антиавторитарными и антикоммунистическими взглядами. Внучатая племянница Мусины Кокалари.

## Биография
Родилась в диссидентской семье, «неблагонадёжной» с точки зрения коммунистического режима. Её отец Бардюль Кокалари — племянник выдающейся албанской писательницы Мусины Кокалари. В 1944 Мусина Кокалари основала Социал-демократической партию, открыто выступала против диктатуры Энвера Ходжи. За акты мирного протеста она была арестована Сигурими, более тридцати лет провела в заключении и интернировании. Арба Кокалари называет Мусину Кокалари своим вдохновляющим образцом в жизни и политике.
По словам Арбы Кокалари, в раннем детстве она успела пережить бедность, очереди за хлебом, преследования родных. Ей было пять лет, когда коммунистический режим АПТ пал под ударами массовых протестов.

## Образование и работа в Швеции
В 1992 президент Албании Сали Бериша назначил Бардюля Кокалари послом Албании в Швеции. С тех пор Арба Кокалари постоянно живёт в Стокгольме. Окончила Стокгольмский университет, получила степень бакалавра политологии. Профессионально специализируется в PR.
С шестнадцатилетнего возраста Арба Кокалари активно участвует в политике. Состоит в правоцентристской Умеренной коалиционной партии (УКП). Являлась секретарём молодёжной организации УКП (Moderata Ungdomsförbundets) по международным делам и вице-председателем Молодёжи Европейской народной партии. Избиралась от УКП в городской совет Стокгольма. В 2008—2012 была сотрудником министерства иностранных дел Швеции, политическим экспертом министра Карла Бильдта. Затем до 2015 — старший менеджер международного фонда УКП, разрабатывавшего программы демократизации стран Восточной Европы. Является авторитетным деятелем УКП, особенно в молодёжной и женской среде.
В 2015—2019 Арба Кокалари работала в структурах связей с общественностью телекоммуникационной компании 3, затем Electrolux.
Арба Кокалари вышла замуж за шведа, освоила шведскую культуру, имеет гражданство Швеции. При этом она сохранила албанскую национальную идентичность, владеет албанским языком, бывает на родине.

## Политические взгляды и позиции
Идеологически Арба Кокалари стоит на позициях либеральной демократии. Привержена «шведской модели», соединяющей гражданско-политические свободы с социально-экономическими гарантиями. Считает Швецию европейским генератором «зелёного роста, цифровизации и инноваций». Выступает за максимальное распространение европейских стандартов прав человека. Полностью поддерживает идеи евроинтеграции, укрепления и расширения Евросоюза, выражала сожаления в связи с выходом Великобритании из ЕС.
Придерживается жёсткого антикоммунизма, ссылаясь при этом на опыт своей родины и своей семьи. Употребляет выражение «серп и молот» как обозначение бесчеловечного тоталитаризма. Резко критикует Левую партию Швеции за связи со сталинистскими компартиями, особенно греческой и португальской. Осуждает также социализм XXI века, особенно венесуэльский чавизм и режим Николаса Мадуро. Поддерживает Арабскую весну и оппозиционные силы Сирии, выступает за международные санкции против режима Башара Асада, требует предать Асада Международному уголовному суду. Критикует ООН за недостаточную жёсткость на этом направлении.
В то же время Арба Кокалари подчёркивает отвержение всех видов тоталитаризма и диктатуры. Наряду с коммунизмом, осуждает фашизм и нацизм. Призывает бороться против любой разновидности экстремизма, будь то ультраправый или ультралевый. Критикует национал-консервативные правительства в Польше и в Венгрии за нарушения политических стандартов Евросоюза. Высказывается против экспансии РФ в Европе, за демократические преобразования стран постсоветского пространства. Учредила в УКП фонд поддержки белорусской оппозиции.

## Депутат Европарламента
По результатам выборов 2019 Арба Кокалари была избрана в Европарламент от шведской УКП. Она стала первым евродепутатом албанской национальности.
Избрание Арбы Кокалари было с энтузиазмом воспринято в Албании, Косово и албанской диаспоре. Её приветствовали президент Албании Илир Мета и экс-президент Сали Бериша, министр иностранных дел Республики Косово Бехджет Пацолли. Лидер Демократической партии Албании Лульзим Баша написал об «исторической ночи для всех албанцев».
Арба Кокалари вступила во фракцию Европейской народной партии. Состоит в парламентских комитетах по иностранным делам, по правам женщин и гендерному равенству, по внутреннему рынку и защите прав потребителей. Выступала за избрание председателем Еврокомиссии финского либерального политика Александра Стубба. Её депутатские выступления и законопроекты касаются мер по борьбе с пандемией COVID-19, преступностью и терроризмом, гендерного равенства, расширения зон свободной торговли, гарантий свободы информации и авторских прав (особенно в Интернете). Отстаивает также финансовые и торговые интересы Швеции, высказывается против расходование средств шведских налогоплательщиков в восточноевропейских странах сомнительной законности и политических режимов.